# Torben Zeller
Torben Zeller (født 4. december 1949) er en dansk skuespiller og komiker. Han medvirkede i underholdningsprogrammerne Så hatten passer, Hatten Rundt og Hatten på Arbejde, der var bygget på skuespillernes improvisationer. 
Torben Zeller spiller på film oftest biroller bl.a. i Min fynske barndom og At klappe med én hånd. Herudover har han lagt stemme til en række tegnefilm.

## Privat
Zeller er gift med frisøren Gun-Britt Zeller. Han er søn af vicepolitimester Mogens Zeller (død 1949) og ejendomsmægler Edith Zeller (død 2009), blev efter sin studentereksamen uddannet på Skuespillerskolen ved Odense Teater 1972-1975.

## Filmografi

### Film
- 1974 Hvor er Ulla Katrine?
- 1976 Julefrokosten
- 1981 Olsen-banden over alle bjerge
- 1990 Bananen - Skræl den før din nabo
- 1992 Sofie
- 1992 Snøvsen
- 1993 De Frigjorte
- 1994 Min fynske barndom
- 1994 Vildbassen
- 1994 Krummerne 3 - Fars gode idé
- 2001 At klappe med én hånd
- 2006 Krummerne - Så er det jul igen
- 2010 Frihed på prøve
- 2015 Iqbal & den hemmelige opskrift
- 2016 Iqbal & superchippen
- 2018 Iqbal & den indiske juvel
- 2023 Bedre Tider
- 2024 Vaiana 2 (sv)

### Tv
- 1991-1992 Så Hatten Passer
- 1993 Andersens julehemmelighed
- 1993 Operation Negerkys
- 1996 Krummernes Jul
- 1997 Hatten Rundt
- 1997 Bryggeren
- 1997 Strisser på Samsø
- 1997 Riget
- 1997 Alletiders Julemand
- 1998 Brødrene Mortensens Jul
- 1999 Hatten På Arbejde
- 2000 Rejseholdet
- 2002 Hatten i Skyggen
- 2003 Jesus & Josefine
- 2003 Forsvar
- 2006 Krøniken
- 2009 Mille

## Andre medvirkener
Medvirkede som gæst i et afsnit af Her er Dit Liv i 1997.
Medvirkede i et afsnit af aHA! i 2003.
Medvirkede i et afsnit af Krejlerkongen. 